# Платово (Ростовская область)
Платово — хутор в Красносулинском районе Ростовской области.
Административный центр Ковалёвского сельского поселения.

## География
Расположен в 28 км от Красного Сулина на реке  Нижне-Провалье.

### Улицы
| - ул. 50 лет Победы, - ул. Карбышева, - ул. Колодезная, - ул. Крайняя, - ул. Молодёжная, - ул. Новая, | - ул. Пролетарская, - ул. Российская, - ул. Советская, - ул. Степная, - ул. Цветочная, - ул. Шурфовая, | - пер. Мирный, - пер. Орловский, - пер. Севастопольский, - пер. Советский. |

## Население
| 2010 |
| ---- |
| 1924 |